# 花粉

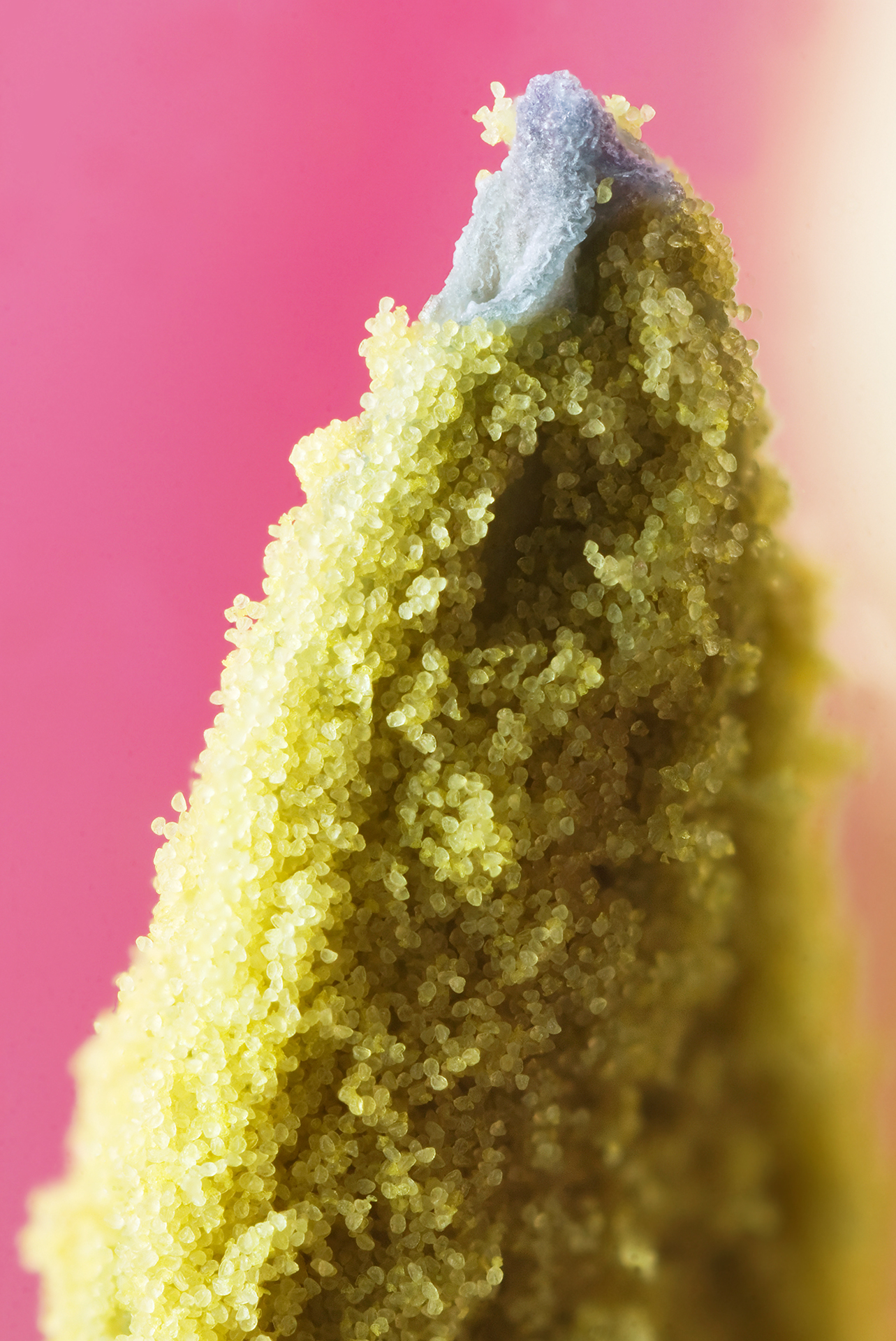
郁金香的雄蕊尖端有很多的花粉颗粒。

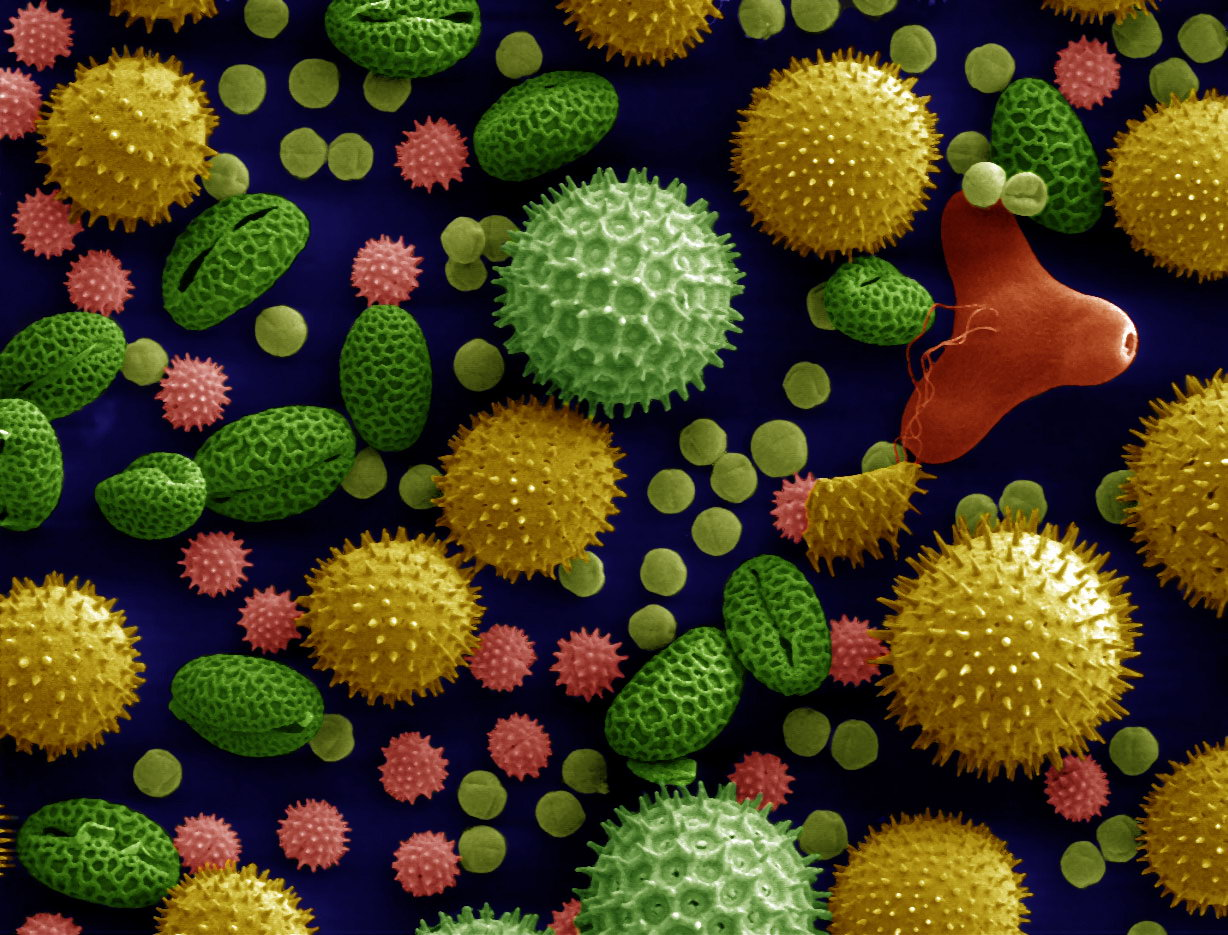
在扫描电镜下所看見的多種植物花粉，有向日葵（Helianthus annuus）、圆叶牵牛（Ipomoea purpurea）、西达葵（Sidalcea malviflora）、山百合（Lilium auratum）、某种月见草（Oenothera fruticosa）、蓖麻（Ricinus communis）。

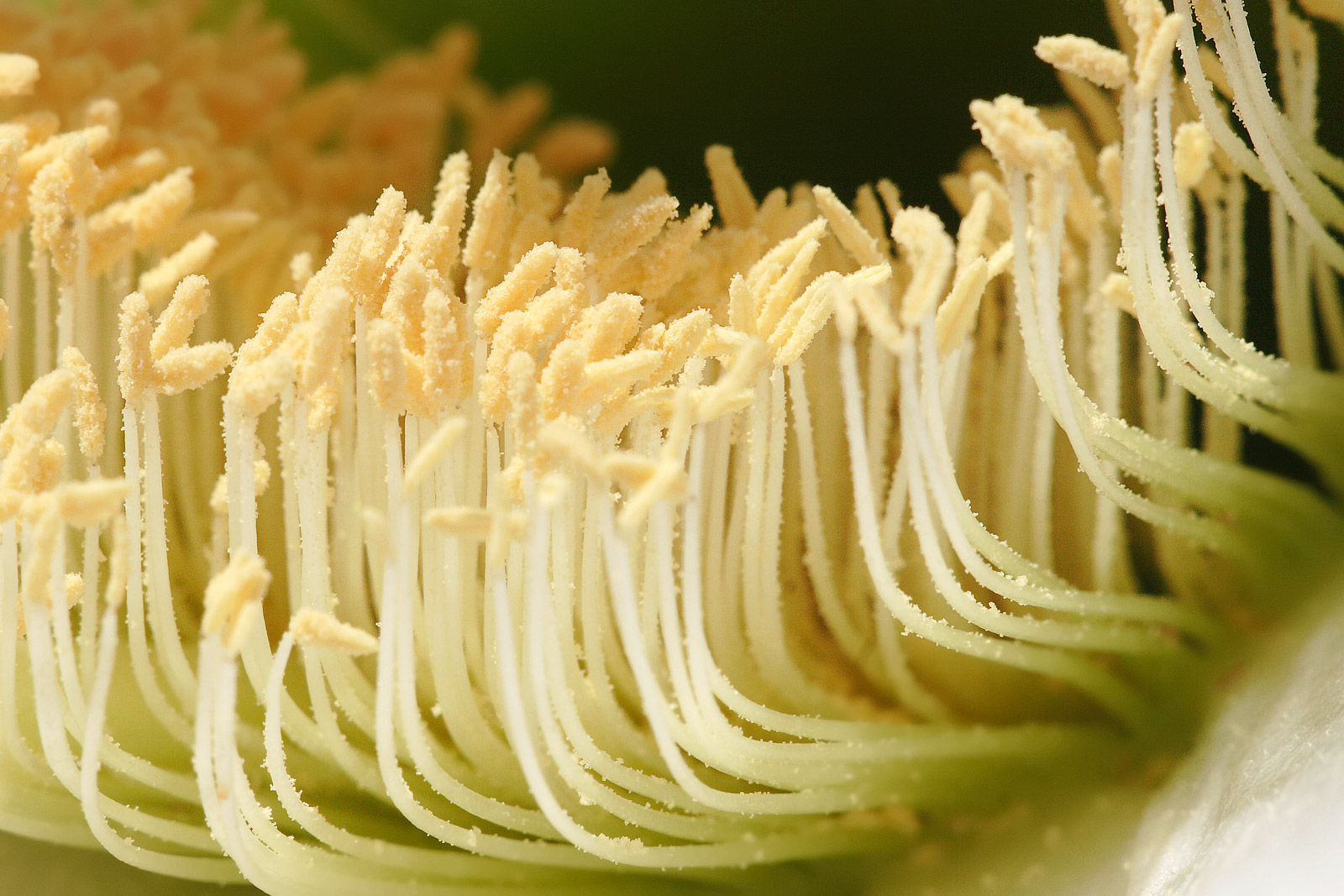
仙人掌花和它的雄蕊的特寫鏡頭圖像

花粉（pollen），是種子植物的微小孢子堆，成熟的花粉粒實為其小配子體，能產生雄性配子。花粉由雄蕊中的花葯產生，由各種方法到達雌蕊，使胚珠授粉。

## 形态
花粉通常是对称的，多为球形；大叶藻（Zostera marina）为线形，念藤属（Alyxia）为鼓状，松科、罗汉松科的许多属具有气囊，麻黄属（Ephedra）、百岁兰属（Welwitschia）的花粉多褶。勿忘草（Myosotis sylvatica）花粉最小，约（4～8）×（2～4）微米。锦葵科的许多种、牵牛（Pharbi-tusnil）、芭蕉属（Musa）等为120～150微米；大叶藻（Zostera marina）花粉细长，约（1200～2900）×（3.5～9.5）微米。
花粉亦根據傳播方式而演化出不同特徵，以提高受粉機會，如蟲媒花和鳥媒花等植物的花粉有好多微小尖刺，以更容易依附在動物身上；風媒花表面則相當平滑，以減少阻力，使花粉藉風傳播到更遠的地方。

### 萌发孔
花粉壁上较薄区域，花粉萌发时花粉管往往由萌发孔伸出。萌发孔分布于远极面上的单沟（槽），如许多单子叶植物；远极的孔（单孔）如禾本科植物；通过赤道与之成直角的沟、孔沟，在双子叶植物中多为3个，唇形科植物为6个；其他数目的沟、孔沟较少见。

### 花粉壁
- 内壁：成分为果胶纤维素，抗性较差、在地表容易腐烂，经酸碱处理分解。
- 外壁：成分为孢粉素，抗腐蚀、抗酸碱性强，在地层中经千百万年仍完好。一般分3层，覆盖层，其上或具穿孔，发育不完全时，为具半覆盖层、无覆盖层的花粉；下层为柱状层，具柱状（棒状）结构；再下层为基层。